# ワンダフル・タウン (宝塚歌劇)
『ワンダフル・タウン』は、宝塚歌劇団の作品。併演は『アディオ・アモーレ』。
1953年初演のブロードウェイ・ミュージカル『ワンダフル・タウン』とは異なる。

## 月組 宝塚大劇場公演
形式名は「ミュージカル・ショー」。16場。
1967年10月31日から11月30日まで公演があった。

### 解説
※宝塚歌劇100年史の舞台編を参考にした。
街をテーマに、ミュージカルのナンバーを集めたショー。『ウエストサイド物語』、『ショーボート』、『オクラホマ!』、『南太平洋』等。

### スタッフ
- 作・演出：小原弘亘
- 音楽：高橋廉、入江薫、寺田瀧雄、吉崎憲治、中川昌
- 音楽指揮：野村陽児
- 振付：岡正躬、佐々木和男、山田卓、内田喜隆
- 装置：石浜日出雄、大藤紀夫
- 衣装：真野誠二
- 照明：今井直次、北辻芳一
- 小道具：上田特市
- 効果：坂上勲
- 録音：松永浩志
- 演出助手：岡田敬二、草野旦
- 制作：宮一郎

出典

### 主な配役
- 歌う淑女：八汐路まり[1]
- 歌う紳士、踊る男：古城都[1]
- バリハイ歌手：笹潤子[1]
- 歌う女：初風諄[1]、千草美景[1]
- 踊る女：雛とも子[1]、大海竜子[1]
- 老人：清はるみ[1]
- 少女：毬杏奴[1]
- 歌う紳士：榛名由梨[1]

## 月組 東京宝塚劇場公演
主なスタッフに小原弘稔。
1968年3月6日から3月31日まで公演があった。